# Джекобс, Гарри
Гарри Джекобс (англ. Harry Jacobs) — американский перетягиватель каната, бронзовый призёр летних Олимпийских игр 1904.
На Играх 1904 в Сент-Луисе Джекобс входил в состав третьей команды США, которая заняла третье место и выиграла бронзовые медали.